# ژرژ برنانوس
ژرژ برنانوس (به فرانسوی: Georges Bernanos) نویسنده قرن نوزدهم میلادی اهل فرانسه بود.